# 谷風梶之助
二代目谷風梶之助（日语：／ Tanikaze Kajinosuke，1750年9月8日〈寬延3年8月8日〉—1795年2月27日〈寬政7年1月9日〉），又稱仙台之谷風，本名金子与四郎，又稱古今十傑，日本江戶時代陸奥國宮城郡霞目村出身的相撲力士（現宮城縣仙台市若林區霞目），他是第四代橫綱，也是第一位在世時得到橫綱頭銜的力士。
他也是大相撲史上屈指可數的強豪，他的力量和人格也是後世横綱的模範，他同時也是雷電爲右衞門的老師。

## 早期生涯
他的先祖是国分家的家臣，工作是負責拾流鏑馬的箭。他在19歲開始成為相撲力士，他高189cm，重169kg，在當時男人中算非常強壯。
他在1781年3月最終晉升為真正的大關，他曾連勝63次，但在1782年2月輸給小野川喜三郎，是唯一的敗戰。這紀錄保持了150年。

## 橫綱
1789年11月19日，他被正式授予橫綱稱號。
當他在44歲因流感去世時，他還是一個活躍的力士。他在世時贏了258回合，只輸了14回合，勝率94.9%。
谷風梶之助也是一個很受歡迎的力士，很多力士繪也以他為主題。